# Crypsiphona occultaria
Crypsiphona occultaria là một loài bướm đêm thuộc họ Geometridae. Loài này có ở Úc.

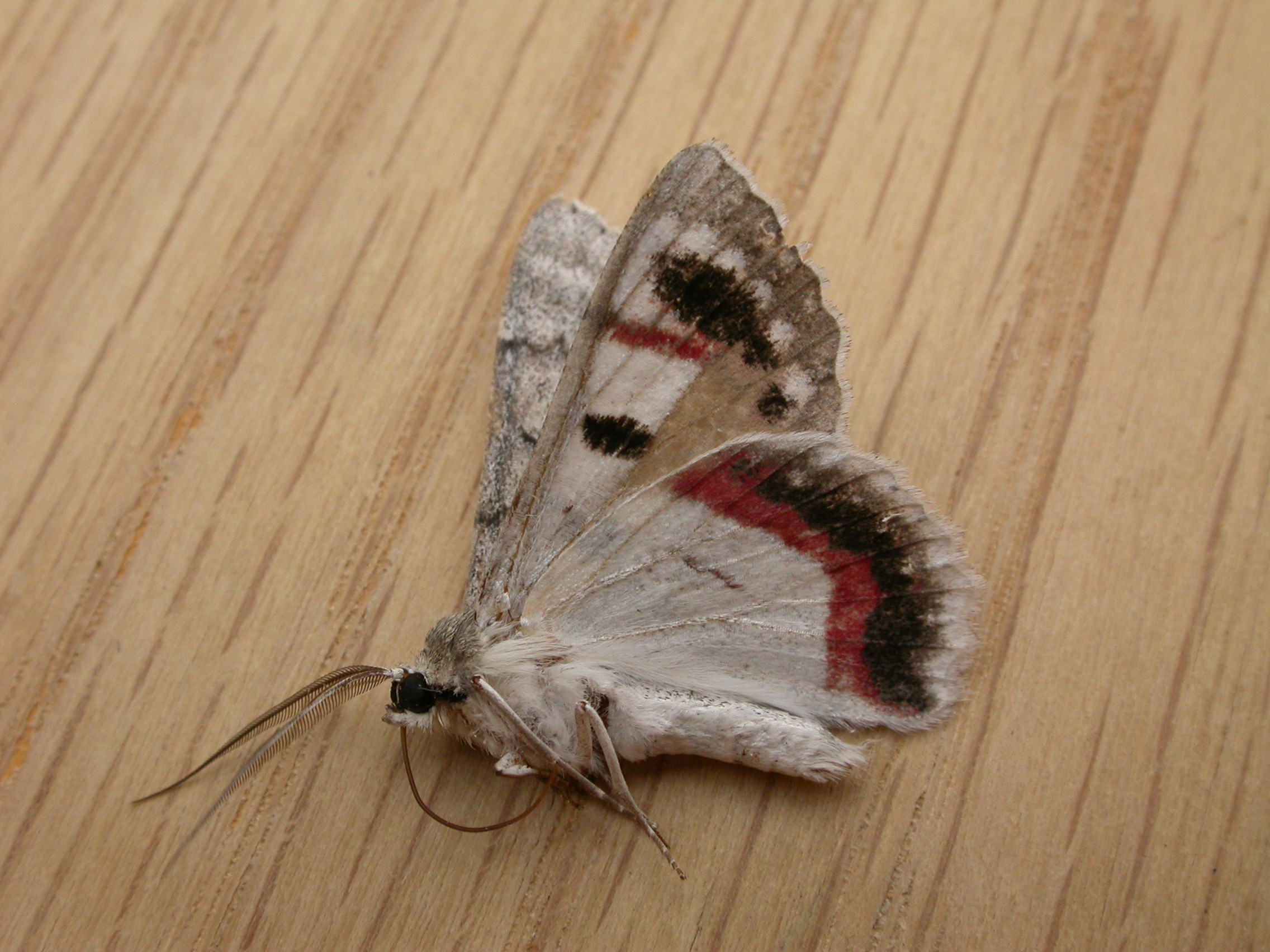